# Barisciano
Barisciano là một đô thịthuộc tỉnh L'Aquila trong vùng Abruzzo của Ý. Đô thị này có diện tích 78 km², dân số 1799 người. Các đô thị giáp ranh gồm: Castelvecchio Calvisio, Fossa, L'Aquila, Poggio Picenze, Prata d'Ansidonia, San Demetrio ne' Vestini, San Pio delle Camere, Santo Stefano di Sessanio